# 1370
Cette page concerne l'année 1370  du calendrier julien. Pour l'année 1370 av. J.-C., voir 1370 av. J.-C.
L'année 1370 est une année commune qui commence un mardi.

## Événements
- 10 avril : le chef mongol Tamerlan (Timour Lenk), après avoir assassiné son beau-frère Husayn se proclame roi à Balkh[1] puis établit sa domination sur le Khârezm (fin en 1379).
- 23 mai : à la mort du grand khan des Mongols Toghan Tèmur, son fils Ayourchiridhara prend le titre d’empereur à Karakorum, sans renoncer au projet de reconquérir la Chine (fin de règne en 1378)[1].
- Juin, Chine : réforme du système de recrutement du mandarinat (concours) et rétablissement des titres de noblesse. Interdit sur les sociétés secrètes du Lotus Blanc et du Nuage Blanc à la fin du mois[2].

- 7 août : prise de Tlemcen par le Maroc Mérinides[3].
- 25 août - décembre : négociation et traité de paix entre le royaume de Chypre et le sultan d'Égypte[4].

- 9 novembre : l'émir Hafside Abul-Abbas s'empare de Tunis et se fait proclamer calife[5].

- Violentes famines en Inde[6] (fin en 1395).

### Europe
- 2 janvier : trêve entre Jeanne Ire de Naples et Louis d'Anjou négociée par le pape Urbain V. Jeanne désigne Charles Duras comme héritier[7].
- 1er février : Jean V Paléologue signe à Rome un traité avec les envoyés de la république de Venise[8].
- 17 février[9] : les Chevaliers teutoniques défont les Lituaniens à la bataille de Rudau (de) en Sambie[10].
- 25 mars : installation au Palais Royal de Paris de la première horloge publique de Paris[11].
- 22 avril : à Paris, est posée la première pierre de la Bastille[12].
- 8 mai : le cardinal Jean de Dormans, ancien évêque de Beauvais, fonde le Collège dit de Beauvais, dans l'université de Paris[13].
- 24 mai : signature de la paix de Stralsund à la suite de la victoire de la Hanse sur le Danemark. les Danois accordent à la Hanse Teutonique (70 villes) d’importants privilèges militaires et financiers sur le Sund (libre passage dans les Détroits). La puissance de la Hanse est à son apogée et elle domine la Baltique[14].
- 24 août : Limoges se rend au roi Charles V de France[15].
- 19 septembre : sac de Limoges par le Prince Noir qui reprend la ville : massacre de la garnison « française[16]. »
- 27 septembre : retour du pape Urbain V à Avignon[17].

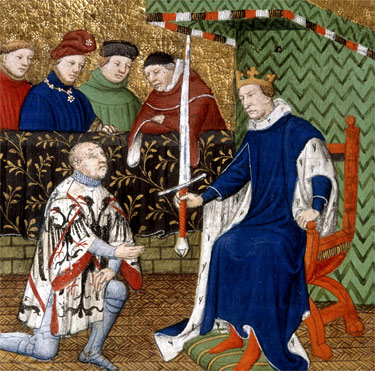
2 octobre : Du Guesclin est fait connétable par le roi de France

- 2 octobre : Bertrand Du Guesclin est nommé connétable, au service du roi Charles V[18]. Il est chargé de chasser les Anglais, parvenant ainsi à ramener le Poitou, la Saintonge, la Guyenne et la Normandie sous l’autorité du roi.
- 5 novembre :  Casimir III de Pologne meurt à Cracovie sans laisser d’héritier direct. Il a désigné pour lui succéder son neveu Louis d’Anjou, roi de Hongrie. Fin de la dynastie des Piast[19].
- 17 novembre : le roi Louis Ier de Hongrie héritier de la couronne de Pologne, entre à Cracovie pour son couronnement[20]. Il est élu roi par la diète de Pologne. Il reçoit une Pologne restaurée mais privée de débouchés maritimes, toujours menacée de l’extérieur par l’ordre Teutonique et de l’intérieur par l’indépendance de la haute noblesse. Il parvient à maintenir l’unité du royaume, mais ne gouverne pas personnellement la Pologne, et laisse le pouvoir à un conseil de régence présidé par l’évêque et qui siège à Cracovie.
- 4 décembre : victoire de Du Guesclin sur les Anglais, à la bataille de Pontvallain (Anjou), au cours de laquelle il bat Robert Knolles après que celui-ci eut ravagé l'Île-de-France, l'Ouest et la Bretagne[21].
- 6 décembre : Bertrand Du Guesclin entre dans Saumur pour mettre ses troupes au repos ; il y fait célébrer une cérémonie en l'honneur du vieux maréchal de France Arnoul d'Audrehem, qui a repris du service actif[22].
- 30 décembre : début du pontificat de Grégoire XI (jusqu'en 1378)[23].